# مردم عراق
مردم عراق یا عراقی‌ها (عربی: العراقیون ʿIrāqīyūn, کُردی: گه‌لی عێراق Îraqîyan, آرامی: ܥܡܐ ܥܝܪܩܝܐ ʿIrāqāyā) به شهروندان عراق گفته می‌شود. زبان‌های عربی و کُردی دو زبان رسمی در عراق محسوب می‌شوند، و در کنار این دو؛ زبان ترکی آذربایجانی برای اهالی ترکمانان عراق و زبان آرامی نیز توسط آشوری‌های عراق تکلم می‌شود.
مردم عرب با دارا بودن اکثریت جمعیت در بین ۷۰٪ - ۷۵٪ در کنار کُردها با بافت قومی ۱۵٪ - ۲۰٪ از عمده‌ترین تشکیل دهندگان جمعیت قومی در عراق هستند و ۵٪ نیز ترکمانان عراق، آشوری‌های عراق و… تشکیل می‌دهند. همچنین حدود ۶۰٪-۶۵٪ درصد مردم عراق شیعه، ۳۲٪-۳۷٪ درصد سنی و ۳ درصد مسیحی و پیروان سایر ادیان هستند. مسیحیان، ترکمن‌ها، ایزدی‌ها، شبکی‌ها، بهایی‌ها، صابئین (منداییان)، کاکه‌ای‌ها (یارسان) و کُردهای فیلی برای دوران طولانی -برخی برای قرن‌ها و عده‌ای چندین هزار سال- در عراق زندگی کرده‌اند.

## اقلیت‌ها

### مسیحیان
مسیحیان عراق شامل اقوام و مذهب‌های مختلف می‌شود ولی اکثر آن‌ها از مسیحیان کلدانی و آشوری هستند. رقم آن‌ها از یک‌ونیم میلیون نفر در سال ۲۰۰۳ به ۳۵۰ تا ۴۵۰ هزار نفر کاهش یافته‌است. آن‌ها در نینوا عمدتاً در روستاهایی مثل قرقوش (بغدادیه)، برطله، حمدانیه و تل‌کیف زندگی می‌کنند.

### ایزدی‌ها
ایزدی‌ها آداب مذهبی‌شان را پنهانی به جا می‌آورند. اینکه ریشه اصلی ایزدی‌ها به کجا برمی‌گردد همواره مورد بحث بوده‌است. دین آن‌ها شامل عناصر بسیاری از ادیان مختلف از جمله مذهب زرتشتی است. در نتیجه اعتقادات و رمز و رازی که دین شان را احاطه کرده خیلی از مسلمانان و غیر مسلمانان ایزدی‌ها را شیطان‌پرست می‌دانند. تخمین زده می‌شود حدود پانصد هزار ایزدی امروز در عراق در مزارع و دشتهای اطراف نینوا زندگی می‌کنند. مناطقی که مورد مناقشه میان عرب‌ها و کردهاست.

### شبکی‌ها
شبکی‌ها اقلیتی با زبان و آداب و رسوم خودشان هستند. بیشتر شبکی‌ها شیعه‌اند و درصد کمی از آن‌ها را هم سنی‌ها تشکیل می‌دهند. تصور می‌رود که نزدیک به ۲۵۰ تا ۴۰۰ هزار شبکی در نینوا زندگی می‌کنند. بعضی از سنی‌ها شبکی‌ها را متهم می‌کنند که شاخه‌ای افراطی از مذهب شیعه‌اند درحالی‌که دیگران آن‌ها را شاخه‌ای مرتد از اسلام می‌دانند و همین باعث حملات خشونت‌آمیز علیه آن‌ها می‌شود. آن‌ها که در مناطق مورد مناقشه میان کردها و عرب‌های عراق زندگی می‌کنند.

### ترکمن‌ها
ترکمن‌ها پس از عرب‌ها و کردها سومین گروه قومی بزرگ عراق هستند، جمیعت آن‌ها رقمی بین پانصد هزار تا دو ونیم میلیون نفر تخمین زده می‌شود. اکثر آن‌ها مسلمان هستند و به شیعه و سنی تقسیم می‌شوند. و جمیعت اندکی از آن‌ها مسیحیان کاتولیک هستند. ترکمن‌ها زبان و آداب و رسوم خودشان را دارند. آن‌ها به‌طور عمده در امتداد خطوط مرزی بین مناطق اعراب و کردها در استان نینوا و بیشتر در تل عفر، کرکوک و دیاله زندگی می‌کنند، ولی در دیگر مناطق کشور هم به سر می‌برند.

### صابئین (منداییان)
صابئین (منداییان) ازمردمان بومی بین‌النهرین (میان‌رودان) هستند که ریشه‌شان به آرامی‌ها می‌رسد. جامعه، فرهنگ و زبان صابئین رو به انقراض است. همانند مسیحیان، منداییان هم در زمان حکومت رژیم بعث عراق از محافظت و آزادی نسبی برخوردار بودند. ولی از زمان حمله آمریکا به عراق در سال ۲۰۰۳ نزدیک به نود درصد آن‌ها کشور را ترک کرده‌اند. دین مندایی نیازمند نزدیکی به آب پاکیزه و ترجیحاً طبیعی برای انجام مراسم غسل تعمید است. در نتیجه آن‌ها در طول تاریخ در نزدیکی باتلاق‌ها و رودخانه‌ها در جنوب عراق و نزدیکی بغداد زیسته‌اند. منداییان به عنوان گروهی صلح‌طلب که گروه یا قبیله‌ای از آن‌ها حمایت نظامی نمی‌کند در جستجوی امنیت به نینوا و منطقه کردستان عراق پناه برده‌اند. اما بحث بر سر اینکه منداییان اهل کتاب هستند یا نه همیشه جنجال‌برانگیز بوده که آن‌ها را قربانی خشونت گروه‌های افراطی کرده‌است.

### لرها
لرهای عراق اقلیت بسیار کوچکی ساکن مناطق مرزی شرق عراق و بغداد می‌باشند
فریا استارک جهانگرد اروپایی پس از سفر به عراق درمورد لرها می‌گوید: "لرها زیباترین و خوشتیپ‌ترین مردم بغداد هستند"
مردم لر پیرو دین اسلام و مذهب شیعه می‌باشند و با زبان لری تکلم می‌کنند

## توضیحات
1. ↑  زبان رسمی در اقلیم کردستان عراق